# Weekend (gruppo musicale)
I Weekend sono stati una rock band anglo-gallese.
Nati dallo scioglimento nel 1981 degli Young Marble Giants, erano l'incontro della cantante di questi ultimi Alison Statton e del polistrumentista Spike Williams. Una volta trasferiti a Londra si unì a loro il chitarrista di estrazione jazz Simon Booth, raggiungendo così la formazione definitiva. Il gruppo poteva inoltre contare sulla collaborazione di vari strumentisti della scena jazz alternativa inglese quali Annie Whitehead, Larry Stabbins oltreché dei fratelli Stuart e Philip Moxham. 
Messi sotto contratto dalla Rough Trade incisero un unico disco di studio che si caratterizzava per sonorità sommesse tra bossa-nova, jazz e new wave. Possono considerarsi antesignani di quella scena britannica jazz-pop che comprenderà Swing Out Sister ed Everything but the Girl.
Il gruppo però sarà caratterizzato da vita breve perché Alison Statton lascerà per dedicarsi alla professione di insegnante. Booth e Stabbins continueranno a suonare, riemergendo nel 1984 sotto la sigla di Working Week, ampio gruppo che comprenderà numerosi dei collaboratori de La varieté ma decisamente orientato verso sonorità soul-jazz.

## Formazione
- Simon Booth - chitarra
- Spike Williams - chitarra, viola
- Alison Statton - voce, basso

## Discografia

### Singoli
- "The View From Her Room" / "Leaves of Spring" (1982) Rough Trade
- "Past Meets Present" / "Midnight Slows" (1982) Rough Trade
- "Drumbeat For Baby" / "Weekend Off" (1982) Rough Trade

### Album
- La Varieté (1982) Rough Trade
- Live at Ronnie Scott's (1983) Rough Trade
- The '81 Demos (1995) Vinyl Japan ª